# Friedrich Ernst Fehsenfeld
Friedrich Ernst Fehsenfeld (* 16. Dezember 1853 in Groß Lengden bei Göttingen; † 16. September 1933 in Freiburg im Breisgau) war ein deutscher Verleger. Er war ein wichtiger Verleger des deutschen Schriftstellers Karl May und Mitbegründer des Karl-May-Verlags.

## Leben

### Familie
Er war der achte Sohn des Pastors Johannes Fehsenfeld (1805–1883) und dessen zweiter Ehefrau Adelheid († 1855), geborene Goldmann. Im Alter von acht Jahren wurde er von seinem Vater, der noch 13 weitere Kinder zu versorgen hatte, nach Berlin in den Haushalt seiner Halbschwester und Tante Elise gegeben, die mit dem damals bekannten Literaturhistoriker Julian Schmidt verheiratet war. In diesem Haus verkehrten Literaten und Wissenschaftler wie Ferdinand Freiligrath, Fritz Reuter, die Brüder Grimm, Theodor Mommsen, Wilhelm Dilthey und Iwan Sergejewitsch Turgenew.
Am 22. Mai 1880 heiratete er in Baden-Baden Pauline Aloisia Katharina (1858–1947), geborene Rheinbold. Aus dieser Ehe gingen zwei Töchter und zwei Söhne hervor, die Söhne verstarben bereits im Kindesalter. Eine seiner Töchter war mit dem Freiburger Zoologen Konrad Guenther verheiratet, der den Großteil seiner Bücher von seinem Schwiegervater verlegen ließ.

### Schule und Ausbildung
Nach der Volksschule besuchte er das Königliche Wilhelm-Gymnasium zu Berlin. Aus finanziellen Gründen musste er danach den Beruf des Buchhändlers erlernen. Seine Lehrzeit und die folgenden Gesellenjahre absolvierte er in Hannover.

### Berufliche Entwicklung

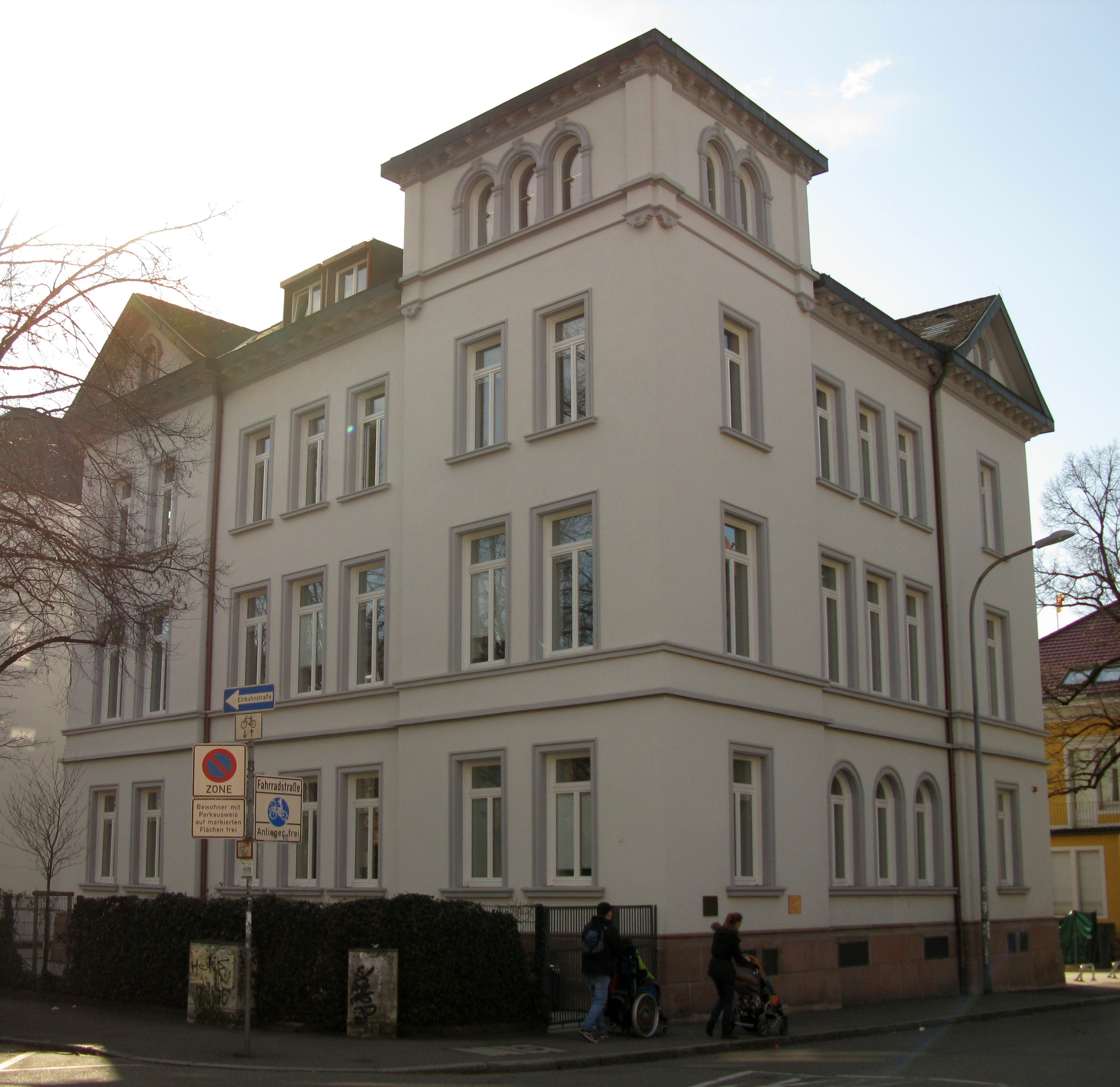
Wallstraße 10 in Freiburg, wo der Verlag von Fehsenfeld von 1890 bis 1895 seinen Sitz hatte.

1879 erwarb er eine Universitätsbuchhandlung im hessischen Gießen, die er jedoch nach sechs Jahren wieder veräußerte. In Freiburg im Breisgau lernte er Curt Abel kennen, der ebenfalls das Königliche Wilhelm-Gymnasium zu Berlin besucht hatte. Diesen nahm er als ersten Autor seines in Gründung befindlichen Verlags unter Vertrag, als Hausautor, der auch englischsprachige Werke übersetzen konnte. Mit Abel (später Curt Abel-Musgrave) verband ihn eine herzliche Beziehung.
Fehsenfeld eröffnete am 1. April 1890 in der Wallstraße 10 seine Verlagsbuchhandlung.
1891 traf Fehsenfeld das erste Mal mit Karl May zusammen, nachdem er eine Erzählung von ihm gelesen hatte. Das war der Beginn einer langen und sehr erfolgreichen, wenn auch keineswegs spannungsfreien Zusammenarbeit. Neben den Werken Karl Mays und dazu passenden Postkarten, die Szenen aus den Erzählungen illustrierten, brachte Fehsenfeld aber auch andere Abenteuer-Literatur heraus. Er ließ unter anderem das Dschungelbuch von Rudyard Kipling, Wolfsblut von Jack London und Die Schatzinsel von Robert Louis Stevenson ins Deutsche übersetzen und veröffentlichte diese Romane in seiner Reihe „Welt der Fahrten und Abenteuer“.
Nach dem Tod von Karl May im Jahr 1912 wollte er sich von dessen Werken trennen, und auch Mays Witwe suchte einen neuen Verlag. Als dies jedoch nicht gelang, wurde am 1. Juli 1913 in Radebeul von Mays Witwe Klara als Universalerbin der Rechte und Nachlassverwalterin, dem Juristen Euchar Albrecht Schmid und Fehsenfeld als Gesellschaftern der Verlag der Karl May-Stiftung Fehsenfeld & Co. gegründet, der am 1. Januar 1915 umbenannt wurde in Karl-May-Verlag Fehsenfeld & Co. Seit 1960 ist der Verlag, verkürzt in Karl-May-Verlag, in Bamberg beheimatet. 1921 schied Fehsenfeld aus dem Karl-May-Verlag aus und lebte bis zu seinem Tod am 16. September 1933 in seinem Haus, dem 1898 erworbenen „Lehenhof“ bei Ehrenstetten im Breisgau, wo er auch begraben ist. Seinen eigenen Verlag verkaufte seine Witwe dann an den Paul-List-Verlag in Leipzig.
Fehsenfeld mit einer Körpergröße von 184 cm war ein sportlicher Mensch, Schlittschuhläufer, Schwimmer und einer der ersten Schneeschuhfahrer im südlichen Schwarzwald. Mit dem Hochrad fuhr er über den Gotthardpass. Als er durch den guten Absatz der Werke Mays wohlhabend geworden war, konnte er sich ein Automobil leisten, zur damaligen Zeit noch eine Seltenheit. Eine weitere Leidenschaft war die Jagd, der er rund um sein Haus auf dem Lande ausgiebig nachgehen konnte.

## Das Verhältnis zu Karl May
Nachdem Fehsenfeld 1891 die im „Deutschen Hausschatz“ erschienene Erzählung „Giölgeda padishanün“ (Im Schatten des Großherrn) von Karl May gelesen hatte, war er so begeistert, dass er sofort Kontakt mit dem Autor aufnahm. Auf Einladung Mays reiste er nach Kötzschenbroda, wo er freundlich empfangen wurde. Man war sich rasch einig, die bisher zerstückelt in Zeitschriften erschienenen Erzählungen und neue Texte in Buchform zu veröffentlichen. Am 17. November 1891 wurde ein Verlagsvertrag geschlossen, der vorsah, dass May ein Voraushonorar von 500 Talern pro Band bekommen sollte und dann jeweils nach dem Absatz von 5000 Exemplaren eine weitere Zahlung von 2000 Talern. Später forderte May von Fehsenfeld höhere Vergütungen. Am 12. Februar 1907 wurde vereinbart, dass der Reingewinn hälftig geteilt werden sollte. May brauchte ständig Geld, da er sehr großzügig, bisweilen verschwenderisch war und auch seine diversen Prozesse einige Mittel verschlangen.
Mit dem Erfolg der Bücher ging eine zunehmende Missstimmung einher. May zweifelte an der Ehrlichkeit seines Verlegers, ließ heimlich Erkundigungen über die Auflagen einziehen und versuchte das Verlegen selbst in die Hand zu nehmen, weil er meinte, der Verleger verdiene zu viel an seinen Büchern. Trotzdem stand Fehsenfeld stets loyal zu seinem Autor. Als May 1910 öffentlich diskreditiert wurde, trat Fehsenfeld in einem, auf seine Kosten dreimillionenfach gedruckten, öffentlichen Aufruf für ihn ein.
Im Roman „Im Reiche des Silbernen Löwen“ porträtiert May seinen Verleger als „Pedehr“, Vater, als hilfreichen Heilkundigen, der Liebe für die Seinen verströme und dafür auch Liebe empfange. Die beschriebenen auffallenden Augen entsprechen denen Fehsenfelds.